# Resolution 5 des UN-Sicherheitsrates
Die Resolution 5 des UN-Sicherheitsrates ist eine Resolution, die der Sicherheitsrat der Vereinten Nationen am 8. Mai 1946 in seiner 40. Sitzung mit zehn Stimmen und einer Enthaltung (die Sowjetunion) beschloss. Sie beschäftigt sich mit der Situation im Iran.

## Inhalt
Der Sicherheitsrat nahm einen Bericht der iranischen Regierung vom 6. Mai 1946 zur Kenntnis, der infolge der Resolution 3 vom 4. April 1946 eingebracht wurde, und laut diesem nicht festgestellt werden konnte, ob der vollständige Abzug der sowjetischen Truppen vom Staatsgebiet des Irans abgeschlossen wurde.
Der Sicherheitsrat verschob zukünftige Schritte in der iranischen Frage, um die iranische Regierung in die Lage zu versetzen den vollständigen Abzug der Truppen zu verifizieren.
Von der iranischen Regierung wurde zum frühestmöglichen Zeitpunkt ein Bericht zu dem Thema erwartet. Falls dies nicht möglich war, sollte am 20. Mai ein Bericht mit den bis dahin verfügbaren Informationen eingereicht werden.
Der Sicherheitsrat plante, sofort nach dem Eingang des Berichts über weitere Schritte zu beraten.